# Dion Vlak
Dion Vlak (Volendam, 28 juni 2001) is een Nederlands voetballer die als doelman voor FC Volendam speelt. Hij is de jongere broer van Gerry en Jari Vlak.

## Carrière
Dion Vlak speelde in de jeugd van RKAV Volendam en FC Volendam. Van 2018 tot 2022 maakte hij deel uit van de selectie van Jong FC Volendam, waar hij twaalf wedstrijden in de Tweede divisie speelde. Op 6 mei 2022, nadat FC Volendam naar de Eredivisie was gepromoveerd, debuteerde Vlak in het eerste elftal van Volendam in de met 2-2 gelijkgespeelde thuiswedstrijd tegen FC Eindhoven. Hij kwam in de 82e minuut in het veld voor Filip Stanković. In 2022 vertrok Vlak naar SV Spakenburg. Na één seizoen ging Vlak in zijn geboortedorp voetballen voor de zaterdagtak van RKAV Volendam. Met deze club werd hij in mei 2024 kampioen van de Derde divisie. Medio 2025 keerde Vlak terug bij FC Volendam, waar hij voor drie seizoenen tekende.

### Statistieken in het betaalde voetbal

#### Beloften
| Seizoen                    | Club             | Land            | Competitie         | Competitie | Competitie | Overig | Overig | Totaal | Totaal |
| Seizoen                    | Club             | Land            | Competitie         | Wed.       | Dlp.       | Wed.   | Dlp.   | Wed.   | Dlp.   |
| -------------------------- | ---------------- | --------------- | ------------------ | ---------- | ---------- | ------ | ------ | ------ | ------ |
| 2018/19                    | Jong FC Volendam | Nederland       | Derde divisie Zon. | 0          | 0          | –      | –      | 0      | 0      |
| 2019/20                    | Jong FC Volendam | Nederland       | Tweede divisie     | 0          | 0          | –      | –      | 0      | 0      |
| 2020/21                    | Jong FC Volendam | Nederland       | Tweede divisie     | 2          | 0          | –      | –      | 2      | 0      |
| 2021/22                    | Jong FC Volendam | Nederland       | Tweede divisie     | 10         | 0          | 0      | 0      | 10     | 0      |
| Totaal beloften            | Totaal beloften  | Totaal beloften | Totaal beloften    | 12         | 0          | 0      | 0      | 12     | 0      |
| Bijgewerkt op 19 juni 2022 |                  |                 |                    |            |            |        |        |        |        |

#### Senioren
| Seizoen                   | Club            | Land            | Competitie      | Competitie | Competitie | Beker | Beker | Overig | Overig | Totaal | Totaal |
| Seizoen                   | Club            | Land            | Competitie      | Wed.       | Dlp.       | Wed.  | Dlp.  | Wed.   | Dlp.   | Wed.   | Dlp.   |
| ------------------------- | --------------- | --------------- | --------------- | ---------- | ---------- | ----- | ----- | ------ | ------ | ------ | ------ |
| 2020/21                   | FC Volendam     | Nederland       | Eerste divisie  | 0          | 0          | 0     | 0     | 0      | 0      | 0      | 0      |
| 2021/22                   | FC Volendam     | Nederland       | Eerste divisie  | 1          | 0          | 0     | 0     | –      | –      | 1      | 0      |
| 2022/23                   | SV Spakenburg   | Nederland       | Tweede divisie  | 1          | 0          | 3     | 0     | 0      | 0      | 4      | 0      |
| 2023/24                   | RKAV Volendam   | Nederland       | Derde divisie   | 33         | 0          | 4     | 0     | 0      | 0      | 37     | 0      |
| 2024/25                   | RKAV Volendam   | Nederland       | Tweede divisie  | 33         | 0          | 1     | 0     | 0      | 0      | 34     | 0      |
| Totaal senioren           | Totaal senioren | Totaal senioren | Totaal senioren | 68         | 0          | 8     | 0     | 0      | 0      | 76     | 0      |
| Carrièretotaal            | Carrièretotaal  | Carrièretotaal  | Carrièretotaal  | 80         | 0          | 8     | 0     | 0      | 0      | 88     | 0      |
| Bijgewerkt op 1 juli 2025 |                 |                 |                 |            |            |       |       |        |        |        |        |